# Acrodactyla micans
Acrodactyla micans är en stekelart som beskrevs av Ian D. Gauld 1984. Acrodactyla micans ingår i släktet Acrodactyla och familjen brokparasitsteklar. Inga underarter finns listade i Catalogue of Life.